# ベビーシッター・アドベンチャー (2016年の映画)
『ベビーシッター・アドベンチャー』（原題: Adventures in Babysitting）は、ディズニー・チャンネル・オリジナル・ムービーの映画。全米公開は2016年6月17日。1987年の同名の映画のリメイクである。日本での初放送は同年9月17日。WATCH ディズニー・チャンネルにて先行配信もされた。

## あらすじ
すべてをきっちりとこなす高校生のジェニーは写真家のインターン採用面接で同じく作品を持ち込みに来ていた自由奔放なローラと出会う。正反対の性格の二人は採用枠を争うライバルということもあり張り合う。険悪な状態のまま別れた二人だったが、面接の際に誤ってお互いの携帯電話を取り違えていた。ローラがジェニー宛てにかかってきた電話をとると、電話の相手はジェニーがベビーシッターをしているアンダーソン家の母親だった。ジェニーはクーパー家のベビーシッターを引き受けていたためこの日はアンダーソン家には来られないことになっていた。高額な時給につられたローラはジェニーのふりをして「かわりに友人を紹介する」と嘘をつき、その友人としてアンダーソン家に赴く。一方電話が入れ替わっていたことに気付いたジェニーはクーパー家の子供たちを連れてアンダーソン家に向かう。アンダーソン家ではボヤ騒ぎが起きておりキッチンがメチャクチャになっていた。さらに外出禁止中だったトレイがこっそり部屋を抜け出しコンサートに行ってしまったことが発覚。ジェニーとローラは他の子供たちを伴って車に乗り夜の街へトレイを探しにいく。

## キャスト
- ジェニー・パーカー（サブリナ・カーペンター、日本語版 - 丸山有香[1]）：マジメな高校生。責任感が強く、何事も完璧を目指す。
- ローラ・ペレス（ソフィア・カーソン）芸術家志望の19歳。ジェニーとは正反対の自由な性格。
- エミリー・クーパー（ニッキー・ハーン、日本語版 - 井上ほの花）：クーパー家の長女。不良っぽいものに憧れている。トレイのことが好き。
- ケイティ・クーパー（マロリー・ジェームズ・マーニー、日本語版 - 田中ちえ美[2]）：クーパー家の次女。小さいながらファッションにうるさい。
- トレイ・アンダーソン（マックス・ジェコウェッツ、日本語版 - 斉藤壮馬）：アンダーソン家の長男。外出禁止中。ジェニーが好き。
- ボビー・アンダーソン（ジェット・ユルゲンスマイヤー、日本語版 - 松井暁波[3]）：アンダーソン家の次男。お菓子作りに熱中している。コンテストに出る。
- AJ・アンダーソン（マディソン・ホーチャー、日本語版 - 深川芹亜）：アンダーソン家の長女。ローラーダービーが好きな活発な女の子。
- ザック（ケビン・クイン、日本語版 - 小林親弘）：水泳部。車洗いをしている。
- ジョーンズ（マックス・ロイド・ジョーンズ）：新任の警官。ローラのことが気になっている。

日本語版その他声の出演︰田中ちえ美、広瀬裕也、樋口あかり、高杉義充、七緒はるひ、佐野康之、武田幸史、祐仙勇

## 日本語版制作スタッフ
- 演出：高田浩光
- 翻訳：矢田恵子
- 録音制作：HALF H・P STUDIO